# Гарбауи, Джилали
Джилали Гарбауи (араб. الجيلالي الغرباوي‎, 10 мая 1929, Jorf El Melha, Sidi Kacem Province — 8 апреля 1971, VII округ Парижа) — марокканский художник и скульптор. Он считается, наряду с Ахмедом Шеркауи, основателем модернистского искусства в Марокко. В отличие от других марокканских художников-модернистов, его абстракция базировалась на мазках и «материальности краски», что отличалось от магистрального направления марокканской культуры. Гарбауи страдал от тяжёлого психического заболевания и покончил жизнь самоубийством в Париже в 1971 году.

## Биография
Он начал изучать искусство Академии искусств в Фесе. В 1952 году он приехал во Францию. С помощью писателя Ахмеда Сефриуи, тогдашнего директора отдела изобразительных искусств в Рабате, Гарбауи смог посещать Школу изящных искусств в Париже. Он обучался четыре года, затем год работал в Академии Жюлиана.
Подружился с поэтом и художником Анри Мишо, художниками Гансом Гартунгом и Жаном Дюбюффе, искусствоведом Пьером Рестани.
Благодаря гранту итальянского правительства он жил в Риме с 1958 по 1960 год, после чего вернулся в Марокко. В этот период он часто ездил в Париж работать, в в 1959 году Пьер Рестани представил Гарбауи на Salon Comparaisons.
Его часто принимали в монастыре в Тумлилине, где он создавал настенные украшения.
В течение своей жизни он выставлялся в Марокко и в Египте, Франции, Нидерландах, США и Бразилии. Его творчество появилось в журнале Souffles-Anfas.
Он был найден мёртвым в результате самоубийства на общественной скамейке на Марсовом поле в Париже в 1971 году. Его тело было репатриировано и похоронено в Фесе.
В 1993 году в Институте арабского мира в Париже состоялась ретроспективная выставка, посвящённая Гарбауи.